# Sándor Pintér (politico)
Sándor Pintér (Budapest, 3 luglio 1948) è un politico e poliziotto ungherese, Ministro dell'interno dal 1998 al 2002 e nuovamente dal 2010 oltre che Vice Primo ministro dal 2018 al 2022.

## Biografia
È nato a Budapest, nella Repubblica Ungherese, il 3 luglio 1948. Si è arruolato nella polizia ungherese nel 1972, diplomandosi presso l'Accademia di Polizia di Budapest nel 1978, e ha lavorato nella divisione investigativa a livello nazionale e locale. Ha aderito al Partito Socialista Operaio Ungherese (MSZMP) e aveva iniziato gli studi presso l'Università di Tecnologia e di Economia di Budapest.
Nel 1986 si è laureato in giurisprudenza e scienze politiche presso l'Università Loránd Eötvös, venendo poi promosso prima a commissario della polizia di Budapest e poi a commissario nazionale della polizia nel 1991.
Promosso fino al grado di tenente generale nel 1993, andò in pensione nel 1996, fondando nel 1997 una compagnia di sicurezza. A partire dal 1997 è stato inoltre membro del consiglio d'amministrazione e del consiglio di sorveglianza di OTP Bank.
Nel 1998 il Primo ministro Viktor Orbán lo ha nominato Ministro dell'interno nel suo primo governo, rimanendo in carica fino al 27 maggio 2002. Dal 2003 al 2010 è stato amministratore delegato di Civil Biztonsági Szolgálat Zrt., altra compagnia di sicurezza venduta nel 2010 per poter tornare a ricoprire lo stesso incarico ministeriale nel secondo governo Orbán dal 29 maggio 2010, al fine di evitare eventuali conflitti d'interessi; l'azienda tuttavia, secondo un'indagine dell'Organized Crime and Corruption Reporting Project, sarebbe stata venduta a persone collegate al ministro. Nel 2013 il Presidente János Áder lo ha promosso al grado di colonnello generale. Tra il 2018 e il 2022 è stato inoltre Vice Primo ministro.

## Controversie
Nel 1999 è stato assolto dall'accusa di falsificazione di documenti pubblici in merito al rimpatrio dell'imprenditore e truffatore ungherese György Zemplényi.